# Base aérea de Povórino
La Base aérea de Povórino (en ruso: Аэродром Поворино; ICAO:; IATA: ), se encuentra 13 km al sudoeste de Povórino, en el óblast de Volgogrado, Rusia. Se da la circunstancia de que, mientras el aeródromo se encuentra físicamente en el óblast de Volgogrado, la población que le da nombre pertenece al vecino óblast de Vorónezh.
La base se encuentra desmantelada y en estado de abandono. En el lugar no quedan ni aviones ni instalaciones ni edificaciones, aparte de las pistas.

## Pista
La base aérea de Povórino dispone de una pista en dirección 12/30 de  2.500 × 40 m (8.202 × 131 pies).